# Perdrix de Madagascar
Margaroperdix madagarensis
Genre
Espèce
Synonymes
- Tetrao madagarensis Scopoli, 1786 (protonyme)
- Margaroperdix madagascariensis (Scopoli, 1786)

Statut de conservation UICN

 LC  : Préoccupation mineure
La Perdrix de Madagascar (Margaroperdix madagarensis) est une espèce d'oiseaux de la famille des Phasianidae, la seule du genre Margaroperdix.

## Distribution
Cette perdrix est distribuée sur toute l’île de Madagascar sauf dans l’extrême sud. Elle a été introduite à La Réunion ainsi qu'à l’île Maurice au XVIIIe siècle.

## Habitat
La perdrix de Madagascar affectionne les habitats ouverts, prairies, friches, clairières, champs, mais toujours secs. On la rencontre du niveau de la mer jusqu’à 2 700 m d’altitude (Langrand 1990).

## Mœurs
Cette perdrix, timide, assez silencieuse, vit seule, en couple ou en petite famille. Des groupes comptant jusqu’à 12 oiseaux ont été aperçus hors saison de reproduction. Effrayée, elle préfère courir plutôt que voler. En cas d’envol, son vol est court mais direct, ses battements d’ailes puissants alternent avec de longues glissades. Elle se repose généralement à faible distance pour détaler en courant. Elle se nourrit en marchant lentement, à la recherche de graines, baies et insectes (Langrand 1990).

## Voix
Cet oiseau est remarquablement silencieux pour une perdrix. Son cri, une note monosyllabique cou  répétée plusieurs fois, est audible d’assez loin.

## Nidification
La nidification a lieu de mars à juin. Le nid est une simple dépression dans le sol, cachée sous un buisson ou une touffe d’herbe.

## Statut, conservation
Cette perdrix était très répandue à Madagascar, mais elle a subi un déclin considérable ces dernières années au point de devenir rare en certains endroits. La chasse et le piégeage en sont les causes principales. Son habitat a été dégradé, mais elle semble s’être adaptée à des habitats anthropiques. Elle est aussi présente dans un certain nombre de réserves (Hennache & Ottaviani 2011).